# La Ramada (distrito)
La Ramada é um distrito do Peru, departamento de Cajamarca, localizada na província de Cutervo.

## Transporte
O distrito de La Ramada não é servido pelo sistema de estradas terrestres do Peru.